# تكرير حيوي
التكرير الحيوي هو عملية «تكرير» المنتجات المتعددة من الكتل الحيوية على أنها مادة أولية أو مادة خام مثل تكرير البترول الذي يحدث في الوقت الحالي. أما معمل التكرير الحيوي فهو مرفق يشبه مصفاة البترول التي تضم خطوات المعالجة المختلفة أو عمليات الوحدة وتتصل بالمعدات لإنتاج منتجات حيوية مختلفة بما في ذلك الوقود والطاقة والمواد والمواد الكيميائية من الكتلة الحيوية. ودائمًا ما يتم اعتبار مصافي التكرير الحيوية الصناعية باعتبارها الطريق الأفضل لإنشاء صناعة حيوية محلية جديدة تنتج مجموعة كاملة من المنتجات الحيوية أو المنتجات القائمة على الكائنات الحية.
تحتوي الكتلة الحيوية على مكونات مختلفة مثل ليغنين وسليولوز وهيميسيلولوز والمستخلصات وغيرها. قد تستفيد معامل التكرير الحيوية من الخصائص الفريدة لكل من مكونات الكتلة الحيوية والتي تمكن من إنتاج المنتجات المختلفة. قد تشتمل المنتجات الحيوية على مختلف الألياف والوقود والمواد الكيميائية والبلاستيك وغيره.